# Papua Południowa
Papua Południowa (indonez. Papua Selatan) – prowincja w Indonezji na wyspie Nowa Gwinea powstała 25 lipca 2022 w wyniku wydzielenia z dotychczasowej prowincji Papua.

## Podział administracyjny
Papua Południowa dzieli się na 4 dystrykty:
- Asmat
- Boven Digoel
- Mappi
- Merauke